# Sågtrumpetmossa
Sågtrumpetmossa (Tayloria serrata) är en bladmossart som beskrevs av Bruch och W. P. Schimper in B.S.G. 1844. Sågtrumpetmossa ingår i släktet trumpetmossor, och familjen Splachnaceae. Enligt den svenska rödlistan är arten starkt hotad i Sverige. Arten förekommer i Övre Norrland. Arten har tidigare förekommit i Götaland, Svealand och Nedre Norrland men är numera lokalt utdöd. Artens livsmiljö är skogslandskap, jordbrukslandskap. Inga underarter finns listade i Catalogue of Life.